# Низроль
Низро́ль (фр. Nizerolles) — коммуна во Франции, находится в регионе Овернь. Департамент коммуны — Алье. Входит в состав кантона Ле-Мейе-де-Монтань. Округ коммуны — Виши.
Код INSEE коммуны — 03201.

## Население
Население коммуны на 2008 год составляло 330 человек.
| 1962 | 1968 | 1975 | 1982 | 1990 | 1999 | 2008 |
| ---- | ---- | ---- | ---- | ---- | ---- | ---- |
| 357  | 389  | 397  | 320  | 289  | 303  | 330  |

## Экономика
В 2007 году среди 198 человек в трудоспособном возрасте (15—64 лет) 149 были экономически активными, 49 — неактивными (показатель активности — 75,3 %, в 1999 году было 69,6 %). Из 149 активных работали 133 человека (78 мужчин и 55 женщин), безработных было 16 (6 мужчин и 10 женщин). Среди 49 неактивных 12 человек были учениками или студентами, 21 — пенсионерами, 16 были неактивными по другим причинам.